# Општина Пелагићево
Општина Пелагићево је општина у Републици Српској, БиХ. Сједиште општине се налази у насељеном мјесту Пелагићево. Према подацима Агенције за статистику Босне и Херцеговине на попису становништва 2013. године, у општини је пописано 5.220 лица.

## Географија
Општина се налази у Посавини. Првобитно је површина општине износила 17.800 хектара, односно 178 km², међутим промјеном границе општина Пелагићево и Модрича и цијепањем катастарских општина Доње Леденице на катастарске општине Доње Леденице и Борово Поље, површина сада износи 12.250 хектара, односно 122,5 km². На територији општине се налази истоимено вјештачко језеро Пелагићево.

## Насељена мјеста
Подручје општине Пелагићево чине насељена мјеста:
Блажевац, Горња Трамошница*, Горње Леденице*, Доња Трамошница, Доње Леденице*, Њивак, Орлово Поље, Пелагићево, Поребрице*, Самаревац* и Турић*.
Дијелови насељених мјеста: Горња Трамошница, Горње Леденице, Доње Леденице, Поребрице и Турић.
На подручју општине постоји десет мјесних заједница:
МЗ Блажевац, МЗ Горња Трамошница, МЗ Доња Трамошница, МЗ Кладуша, МЗ Доње Леденице, МЗ Пелагићево Центар, МЗ Поребрице, МЗ Самаревац, МЗ Турић, МЗ Ћендићи.

## Назив
Општина је добила име по српском просветитељу Васи Пелагићу.

## Историја
Општина је формирана 14. септембра 1992. године (Сл. гласник РС 17/92) од једног дела предратне општине Градачац (која и данас постоји под старим именом у ФБиХ). 25. марта 1994. године (Сл. гласник РС 5/94) из општине Пелагићево се издвајају насеља: Крчевљани и Толиса, те дијелови насељених мјеста: Горње Кречане, Јасеница и Доњи Скугрић и припајају општини Модрича, да би се 22. децембра 1998. године (Сл. гласник РС 40/98) из општине Пелагићево издвојила насеља Зелиња Горња и Горња Међеђа и припојила општини Добој.

## Политичко уређење

### Општинска администрација
Начелник општине представља и заступа општину и врши извршну функцију у Пелагићеву. Избор начелника се врши у складу са изборним Законом Републике Српске и изборним Законом БиХ. Општинску администрацију, поред начелника, чини и скупштина општине. Институционални центар општине Пелагићево је насеље Пелагићево, гдје су смјештени сви општински органи.
Начелник општине Пелагићево је Славко Тешић испред Савеза независних социјалдемократа, који је на ту функцију ступио након локалних избора у Босни и Херцеговини 2020. године. Састав скупштине Општине Пелагићево је приказан у табели.

## Становништво
|             | 2013.          | 1991.           |
| Укупно      | 5 220 (100,0%) | 13 256 (100,0%) |
| Срби        | 3 330 (63,79%) | 4 634 (34,96%)  |
| Хрвати      | 1 850 (35,44%) | 7 165 (54,05%)  |
| Бошњаци     | 13 (0,249%)    | 736 (5,552%)1   |
| Непознато   | 8 (0,153%)     | –               |
| Неизјашњени | 7 (0,134%)     | –               |
| Роми        | 3 (0,057%)     | –               |
| Остали      | 3 (0,057%)     | 721 (5,439%)    |
| Словенци    | 2 (0,038%)     | –               |
| Југословени | 1 (0,019%)     | –               |
| Црногорци   | 1 (0,019%)     | –               |
| Муслимани   | 1 (0,019%)     | –               |
| Босанци     | 1 (0,019%)     | –               |

1. 1 На пописима од 1971. до 1991. Бошњаци су пописивани углавном као Муслимани.

## Спорт
Општина је сједиште фудбалског клуба Пелагићево.

## Познате личности
- Васо Пелагић